# Aspecto cesativo
El aspecto cesativo o terminativo es un aspecto gramatical que indica el fin o la conclusión de una acción o de un estado. Se opone al aspecto incoativo y expresa la idea de "dejar de hacer algo" o de "acabar de hacer algo".
En el idioma yaqui, el sufijo -yaáte indica el aspecto cesativo. Por ejemplo, en "ču'ú 'íntok čái-yaáte-k", significa "el perro dejó de ladrar".
En el idioma Timbisha, el aspecto cesativo se expresa con el sufijo -mmahwan. Por ejemplo, "satü püe nangkawimmahwa" significa "él acaba de terminar de hablar".